# Джозеф Аллен Гайнек
Джозеф Аллен Гайнек — американський професор, відомий як астрономом та уфолог. Частіше за все згадується у зв'язку зі своїми уфологічними дослідженнями. Гайнек виступав науковим радником досліджень НЛО, проведених ВПС США під трьома кодовими іменами: Проєкт «Сайн» (1947—1949), Проєкт «Градж» (1949—1952), Проєкт «Синя книга» (1952 на 1969). Протягом десятиліть після цього він проводив свої власні незалежні дослідження НЛО, і багато хто вважає його батьком концепції наукового аналізу стосовно дослідження і вивчення НЛО (НАЯ).

## Життєпис
Аллен Гайнек народився в Іллінойсі в родині вихідців з Чехії. Закінчив Університет Іллінойсу, де в 1931 р. здобув ступінь бакалавра. Працював в Йоркській обсерваторії, у 1935 р. захистив докторську дисертацію з астрофізики, з 1936 р. працював в університеті Огайо, спеціалізуючись по еволюції зірок і спектрографії подвійних зоряних систем.
Під час Другої світової війни працював у лабораторії Джона Хопкінса, займаючись проблемами створення радіокерованих снарядів. У 1950 р. здобув звання професора в університеті Огайо. З 1956 р. працював в обсерваторії Гарвардського університету, де брав участь у розробці геофізичних ракет, а також спостереженнями орбіт американських штучних супутників Землі. Він також підтвердив істинність повідомлень про запуск першого радянського супутника, а також розрахував параметри його орбіти. З 1960 р. — завідувач кафедрою астрономії в університеті Північного Заходу. Помер від пухлини мозку.